# Daniel Köllerer
Daniel Köllerer, né le 17 août 1983 à Wels, est un joueur de tennis autrichien.
Réputé pour son mauvais caractère sur le circuit, il a écopé d'une suspension de 6 mois en 2006 par l'ATP à la suite d'une succession d'incidents sur différents tournois Challenger en Amérique du Sud. Colérique et agressif, il aurait insulté adversaires, spectateurs et ramasseurs de balles pendant plusieurs de ses matchs. Il est néanmoins un joueur apprécié par les spectateurs par ses crises de nerfs et son sens de l'humour.
Le 31 mai 2011, il est suspendu à vie par l'Unité d'Intégrité du Tennis car il est accusé d'avoir truqué des matchs. Il avait déjà été suspendu 3 mois pour avoir publié sur son site web des informations concernant des paris en ligne.

## Parcours dans les tournois duGrand Chelem

### En simple
| Année | Open d'Australie | Open d'Australie | Internationaux de France | Internationaux de France | Wimbledon       | Wimbledon      | US Open        | US Open               |
| ----- | ---------------- | ---------------- | ------------------------ | ------------------------ | --------------- | -------------- | -------------- | --------------------- |
| 2009  | —                | —                | 1er tour (1/64)          | Nicolás Massú            | 1er tour (1/64) | Simone Bolelli | 3e tour (1/16) | Juan Martín del Potro |
| 2010  | 1er tour (1/64)  | Antonio Veić     | 1er tour (1/64)          | Teimuraz Gabachvili      | —               | —              | —              | —                     |

N.B. : à droite du résultat se trouve le nom de l'ultime adversaire.

### En double
| Année | Open d'Australie              | Open d'Australie       | Internationaux de France | Internationaux de France | Wimbledon | Wimbledon | US Open                   | US Open               |
| ----- | ----------------------------- | ---------------------- | ------------------------ | ------------------------ | --------- | --------- | ------------------------- | --------------------- |
| 2009  | —                             | —                      | —                        | —                        | —         | —         | 1er tour (1/32) C. Rochus | Marcelo Melo André Sá |
| 2010  | 1er tour (1/32) Marcos Daniel | S. Aspelin Paul Hanley | —                        | —                        | —         | —         | —                         | —                     |

N.B. : le nom du partenaire se trouve sous le résultat ; le nom des ultimes adversaires se trouve à droite.

## Progression au classement ATP en fin d'année
| Année | 2002 | 2003 | 2004 | 2005 | 2006 | 2007 | 2008 | 2009 |
| Rang  | 640  | 180  | 205  | 147  | 234  | 165  | 125  | 62   |